# День французского языка в ООН
День французского языка ООН (фр. Journée de la langue française aux Nations unies) — праздник, отмечается ежегодно 20 марта. Праздник был учреждён Департаментом общественной информации ООН в 2010 году «для празднования многоязычия и культурного разнообразия, а также для содействия равноправному использованию всех шести официальных языков во всей Организации».
Дата 20 марта для этого праздника была выбрана в связи с празднованием 40-летием международной организации Франкофония, основанной в 1970 году. Аналогичные праздники учреждены также для остальных пяти официальных языков ООН.